# Gunther Schnabl
Gunther Schnabl (* 1966 in Starnberg) ist ein deutscher Wirtschaftswissenschaftler. Er ist Direktor des Think Tanks Flossbach von Storch Research Institute und Professor an der Universität Leipzig.

## Leben
Schnabl studierte internationale Volkswirtschaftslehre mit Schwerpunkt Japan an der Eberhard Karls Universität Tübingen und der University of Washington. Er promovierte und habilitierte in Tübingen mit dem Schwerpunkt Leistungsbilanzungleichgewichte sowie europäische und ostasiatische Währungsintegration. In dieser Zeit forschte Schnabl sowohl an den Universitäten Tokio, Stanford und der Katholischen Universität Leuven sowie für die Deutschen Bundesbank, die Bank of Japan, die Federal Reserve Bank of New York (FED) und die Europäischen Zentralbank. Er war 2005 bis 2006 als Berater bei der Europäischen Zentralbank tätig. 2006 wurde er zum Professor für Wirtschaftspolitik und Internationale Wirtschaftsbeziehungen an der Universität Leipzig berufen, wo er bis Oktober 2024 das Institut für Wirtschaftspolitik leitete. Seit November 2024 ist Gunther Schnabl Direktor des Flossbach von Storch Research Institute. Das Flossbach von Storch Research Institute ist eine zur freien Analyse verpflichtete Denkfabrik. Es positioniert sich in der Lücke zwischen absatzbezogener, kommerzieller und rein akademischer Forschung. Der Finanzmarktfokus ist ein Alleinstellungsmerkmal in der deutschen Forschungslandschaft.
Schnabl hat in einer Reihe von Medien Interviews oder Gastbeiträge gegeben, z. B. in der FAZ, der Neuen Zürcher Zeitung, der Welt, der Zeit, der WirtschaftsWoche, dem Handelsblatt oder der Börsen-Zeitung. Im NZZ-Ranking von Deutschlands einflussreichsten Ökonomen des Jahres 2024 wird Gunther Schnabl auf Platz 59 gelistet.

## Forschung
Schnabl hat für die Lobbyorganisation Initiative Neue Soziale Marktwirtschaft und die libertäre Denkfabrik American Institute for Economic Research geschrieben.
Schnabl analysiert den Einfluss der Geldpolitik auf Finanz- und Gütermärkte auf der Grundlage der Arbeiten von Friedrich August von Hayek Laut Schnabl ist eine zu expansive Geldpolitik verantwortlich für Finanzmarktblasen und -krisen. Diese Politik lähme wirtschaftliche Anreize und führe damit zu sinkenden Produktivitätsgewinnen und Wachstum. Damit gehe die Grundlage für reale Lohnerhöhungen für breite Bevölkerungsschichten verloren. Schnabl argumentierte, dass EU und EZB auf der Grundlage der Taxonomie grüne planwirtschaftliche Strukturen anstreben würden, die den Wohlstand gefährden würden.
Im Mai 2018 war er neben den Ökonomen Dirk Meyer, Thomas Mayer und Roland Vaubel einer der Initiatoren des Aufrufs Der Euro darf nicht in die Haftungsunion führen!.

## Veröffentlichungen
- Leistungsbilanz und Wirtschaftspolitik – das Beispiel Japan 1980–1996. Nomos. 2000.[20]
- Japans Banken in der Krise – Folgen von 30 Jahren Niedrigzinspolitik. Springer Gabler. 2020.[21]
- Deutschlands fette Jahre sind vorbei – Wie es dazu kam und wie wir ein neues Wirtschaftswunder schaffen können. FBV. 2024.[22] In seinem Buch verdeutlicht Schnabl wirtschaftspolitische Fehler unter Angela Merkel, der Ampelkoalition und der Europäischen Union, die alle von marktwirtschaftlichen Prinzipien abgerückt seien. Er liefert Lösungsansätze, wie das Wachstum in Deutschland wiederbelebt werden könne.